# L'Expérience intérieure
L'Expérience intérieure est un ouvrage de Georges Bataille publié pour la première fois en 1943 chez Gallimard, N.R.F., dans la collection « Les Essais ». Il est remanié et réédité en 1954, augmenté des textes Méthode de méditation (1947) et Post-Scriptum (1953) chez le même éditeur. Il s'agit du premier volet de La Somme athéologique, dont Le Coupable (1944), récit d'une expérience « mystique » paradoxale, sera une suite. C'est aussi le premier livre de Bataille publié par un grand éditeur.

## Présentation
L'essai de Bataille est divisé en cinq parties : « Ébauche d'une introduction à l'expérience intérieure », « Le Supplice », « Antécédents du supplice (ou la comédie) », « Post-Scriptum au supplice (ou la nouvelle théologie mystique »), « Manibus date lilia plenis ». Placée sous le signe de Nietzsche, dont Bataille met en exergue une phrase de Zarathoustra (« La nuit est aussi un soleil »), cette méditation rompt avec un discours philosophique traditionnel. « La différence entre expérience intérieure et philosophie réside principalement en ce que, dans l'expérience, l'énoncé n'est rien, sinon un moyen et même, autant qu'un moyen, un obstacle ; ce qui compte n'est plus l'énoncé du vent, c'est le vent. » Bataille ne se définit d'ailleurs pas comme philosophe, écrivant cette phrase devenue célèbre dans sa Méthode de méditation : « ce que j'enseigne (s'il est vrai que...) est une ivresse, ce n'est pas une philosophie : je ne suis pas un philosophe mais un saint, peut-être un fou. » Il écrira également plus tard : « L'activité philosophique (ce qui précisément me semble mort) perd en moi la possibilité de la défendre : en moi ce qu'elle édifia s'effondre, mieux - s'est effondré. [...] Mais d'abord ce qui m'en resta fut un violent silence. »
Très méfiant envers la discursivité, « le réel discursif », Bataille apparaît comme un misologue (qui hait les raisonnements), privilégiant les expériences sensibles aux argumentations logiques, et une écriture fragmentaire, où se croisent Angèle de Foligno, Maître Eckhart, Descartes, Hegel, Nietzsche, Rimbaud, Proust, Bergson, Blanchot, le yoga, le tantrisme, le lingchi, supplice chinois dit des « cent morceaux ». De son refus des concepts académiques, ce que Bataille appela lui-même les « redingotes mathématiques », par opposition aux « besognes des mots », Gilles Mayné écrit qu'il va de pair avec la profanation des corps, opérant un « déshabillage et [une] chute des concepts dans un abîme aveuglant en même temps qu'éblouissant de “non-sens” ou de “non-savoir” ».
Il faut entendre par « expérience intérieure » (méditation, extase ou illumination, c'est-à-dire « souveraine conscience de soi ») ce que d'habitude on appelle expérience mystique, bien que Bataille récuse ce terme et que son expérience spirituelle soit aux antipodes de toute idée de salut, et sans transcendance, au sens traditionnel du terme. « J'entends par expérience intérieure ce que d'habitude on nomme expérience mystique : les états d'extase, de ravissement, au moins d'émotions méditée. Mais je songe moins à l'expérience confessionnelle qu'à une expérience nue, libre d'attaches, même d'origine, à quelque confession que ce soit. C'est pourquoi je n'aime pas le mot mystique. » Il ne se réfère à aucune religion, « surtout pas à la religion chrétienne », dit-il, s'opposant à Dieu et à toute transcendance, comme dans ses fragments posthumes de son Manuel de l'Anti-Chrétien, véritable catéchisme athéologique écrit quelques années auparavant. Mais il donne cette définition : « J'appelle expérience un voyage au bout du possible de l'homme. » Si le nom de Dieu revient constamment dans l'ouvrage, c'est par son « éternelle absence, le vide qu'il désigne ». Il précise néanmoins que l'expérience intérieure se caractérise par le rejet du discursif et du conceptuel, a fortiori des dogmes, étant une expérience du non-savoir, qui produit une perte de sens, perte d'être, une nudité et ultimement la souveraineté de l'homme entier, dont la conception labyrinthique s'oppose à l'homme fragmentaire du désert nihiliste. Cette visée passe par une fusion du sujet et de l'objet, c'est-à-dire une ouverture de l'être au-delà du moi illusoire (ipse), qui se trouve dépassé, sacrifié : « Je veux porter ma personne au pinacle. » L'être n'est véritablement souverain que dans une telle « mise en jeu » (ce que Bataille nomme « opération souveraine » dans les parties suivantes de sa Somme athéologique que sont Méthode de méditation ou Sur Nietzsche), hors de soi, car au fond « il existe à la base de la vie humaine, un principe d'insuffisance. [...] L'être est “insaisissable” [...] L'être n'est nulle part  » Ces « opérations souveraines » sont des conduites qui visent à une insubordination générale, un rejet de tous les asservissements et prisons de l'être, et s'incarnent à la fois dans les effusions de l'extase, l'érotisme, l'ivresse, le sacré, le sacrifice, la tragédie, le rire, la danse, la poésie, l'art.
L'expérience intérieure passe également par un sacrifice des mots eux-mêmes qui, selon Bataille, « ont quelque chose des sables mouvants ». En ceci, il n'est pas philosophe au sens traditionnel : « La différence entre expérience intérieure et philosophie réside principalement en ce que, dans l'expérience, l'énoncé n'est rien, sinon un moyen et même, autant qu'un moyen, un obstacle ; ce qui compte n'est plus l'énoncé du vent, c'est le vent. » Il s'agit donc de considérer la vie du dedans, avec, comme Nietzsche, autant de profondeur que de rire, autant de tragique que de joie. Une part de l'existence, de soi-même comme du monde, échappe aux mots, si bien que pour atteindre les extases dont il parle, Bataille envisage le langage lui-même comme une expérience : « Ces mots annonceraient-ils les ravissements de l'extase ? ... des mots ! qui sans répit m'épuisent : j'irai toutefois au bout de la possibilité misérable des mots. J'en veux trouver qui réintroduisent - en un point - le souverain silence qu'interrompt le langage articulé. » Ce rejet du langage conventionnel, académique, subordonné, répond en fait à la « part muette, dérobée, insaisissable » de l'homme ; Bataille définit ainsi sa pensée dérobée, ouverte et ouvrante : « Je pense comme une fille enlève sa robe. » Dans ce dépassement des mots, une place essentielle est accordée à la poésie, quand elle se fait dépassement, voire sacrifice d'elle-même (Rimbaud), comme à l'art en général, car « il est vain de vouloir libérer la vie des mensonges de l'art ».
Si l'extase dont parle Bataille apparaît comme une « nouvelle théologie mystique », elle est donc sans Dieu, sans morale, sans salut, et sans autorité, sauf la sienne propre (mais qu'elle expie), de même qu'elle conteste le connu, en aboutissant au non-savoir. Ainsi, cette expérience ne consiste pas à se sauver, mais à se perdre, sans exclure l'angoisse, mais au contraire en lui faisant face, en tentant de la « tourner en délice » : « Pour qui est étranger à l'expérience ce qui précède est obscur - mais ne lui est pas destiné (j'écris pour qui, entrant dans mon livre, y tomberait comme dans un trou, n'en sortirait plus). » L'expérience intérieure apparaît donc comme une expérience de la vie elle-même, dans ses dimensions les plus extrêmes, extatiques, au bord même de l'abîme, selon cet amor fati (« amour de la destinée ») que Bataille reprend à Nietzsche. Il s'agit d'être face à « l'impossible », et tendre, au-delà du connu, à « l'inconnu ».

## Radio
- Transgression 1/4 : Georges Bataille ou l'expérience limite, Nouveaux chemins de la connaissance, France Culture (invité : Philippe Sabot) [21]